# رالف شابمان (لاعب كرة قدم أمريكية)
رالف شابمان (بالإنجليزية: Ralph Chapman)‏ هو لاعب كرة قدم أمريكية أمريكي، ولد في 8 مايو 1892 في فيينا في الولايات المتحدة، وتوفي في 1 أغسطس 1969.